# 沈赓扬
沈賡揚（？—？），浙江绍兴人，清朝政治人物。举人出身。
同治五年接替陈源豫任龙岩州知州一职，同治六年由联兴接任。咸丰六年（1856年），擔任廣州府新安縣知縣。后由王壽仁接任。